# Stadion MOSiR w Puławach
Stadion Miejskiego Ośrodka Sportu i Rekreacji w Puławach – stadion piłkarsko-lekkoatletyczny w Puławach. Został wybudowany w 2011 i mieści się przy ul. Józefa Hauke-Bosaka 1. Obiekt ma 4418 miejsc siedzących. Swoje mecze rozgrywa na nim II-ligowy klub Wisła Grupa Azoty Puławy. 8 sierpnia 2017 roku padł nowy rekord frekwencji na stadionie. W trakcie meczu 1/16 finału Pucharu Polski na puławskim stadionie pojawiło się 3930 widzów.